# Dziennik Praw (Księstwo Warszawskie)
Dziennik Praw – dziennik urzędowy Księstwa Warszawskiego ustanowiony art. 87 Konstytucji Księstwa (DzP KW Nr 1, ss. I–XLVII).
Szczegóły wydawania dziennika znalazły się w dekrecie królewskim z 7 marca 1809 r. określającym zasady wnoszenia projektów praw do sejmu, ich sankcjonowania oraz publikowania. Dekret królewski z 11 października 1809 r. zezwolił na wydawanie odrębnego Dziennika Praw zawierającego nominacje urzędnicze. Obowiązek publikowania daty ogłoszenia aktu prawodawczego i aktu wykonawczego władzy administracyjnej wprowadził dekret z 19 czerwca 1810 r. Kolejne uszczegółowienie zasad nastąpiło w dekrecie z 8 listopada 1812 r.
Dziennik wydawany był pod nadzorem ministra sprawiedliwości w formie nieperiodycznych numerowanych zeszytów, ale bez daty i miejsca wydania. Akty prawne zamieszczano jako wyciągi z protokołu Sekretariatu Stanu, zgodnie z datą wpisu do niego. Zeszyty zbierano w tomy, ale kierowano się objętością, a nie rokiem kalendarzowym. Dziennik drukowano na papierze wodnym. Objętość zeszytu liczona była arkuszami i ćwiartkami. Jeden tom nie mógł liczyć więcej niż 30 arkuszy, tj. ok. 480 stron. Nie mógł też kosztować więcej niż 4 zł i 20 gr. Akty dopiero po opublikowaniu w Dzienniku mogły być drukowane w gazetach oraz rozsyłane do sądów i urzędów administracyjnych. Za ogłoszenie prawa w danej miejscowości uważano moment jego wywieszenia na wschodnich drzwiach Pałacu Rządowego w Warszawie oraz na wschodnich drzwiach siedzib sądów i prefektów.
Prawo określało także obowiązkową prenumeratę Dziennika. Obowiązek nabywania dotyczył sędziów, asesorów sądowych, podsędków, pisarzy sądowych, prokuratorów królewskich, komorników, urzędników stanu cywilnego, urzędników królewskich, burmistrzów i wójtów, biskupów, kurii, parafii, zakonów i klasztorów różnych wyznań, generałów, wyższych oficerów i urzędników administracji wojskowej. Mieli obowiązek przekazać posiadane egzemplarze swoim następcom. Spisy prenumeratorów były sprawdzane i aktualizowane. Pierwszy zeszyt Dziennika Praw ukazał się w grudniu 1807 r., a ostatni pod koniec stycznia 1813 r. Przez cały okres Księstwa Warszawskiego wydano 49 numerów Dziennika zebranych w cztery tomy, numer 49 stanowił początek tomu piątego.